# 유럽 의약품 품질 위원회

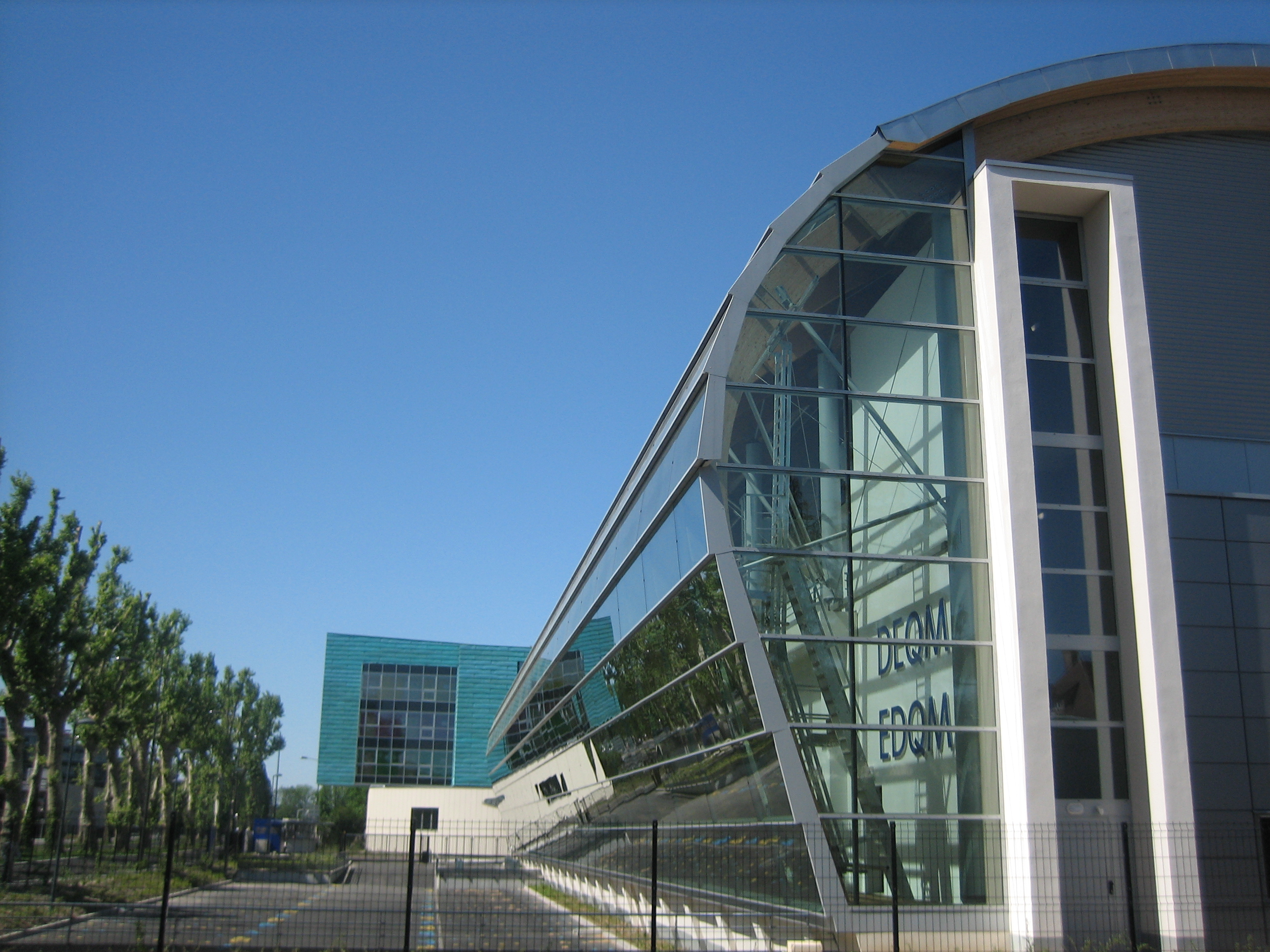

유럽 의약품 품질 위원회(EDQM; European Directorate for the Quality of Medicines & Healthcare)는 유럽의회(Council of Europe) 산하기관으로 유럽약전을 만들고 관련된 국제회의, 교육 및 세미나를 주관하는 한편. 유럽약전의 기준·규격에 대한 확인시험 및 분석을 수행하고 의약품 및 생물의약품 표준품을 제조·분양 등의 업무를 수행하는 조직이다.